# مدرسه ابراهیم خان
مدرسه ابراهیم خان (ابراهیمیه) از بناهای دوران حکومت ابراهیم خان ظهیرالدوله در شهر کرمان است که تا پیش از انقلاب مدرسه مکتب شیخیه بود. این مدرسه یکی از زیباترین بناهای عصر قاجاریه در شهر کرمان می‌باشد. مجموعه ابراهیم خان شامل مدرسه، بازار، حمام و آب انبار است که به یکباره ساخته شده‌است. خانه مدرس (خلوت) بعداً توسط فرزاندان ظهیر الدوله به مجموعه اضافه شده و در سال ۱۲۹۸ ه‍.ش توسط زين العابدين خان ابراهيمي اتمام یافته‌است. مدرسه ابراهیم خان امروزه نیز دایر و محل سکونت طلاب و مکان درس و بحث می‌باشد. پلان این مدرسه مستطیل شکل بوده و حجره‌های آن در اطراف و چهار ضلع آن واقع شده‌است.

## معماری بنا
پلان آن مستطیل شکل و حجره‌های آن مستطیل شکل و در اطراف و چهار ضلع آن واقع است. عناصر فضائی-کارکردی مدرسه عبارت است از حجره مدرسه، کتابخانه، مسجد، اتاق‌های خادم و چراغ‌دار و آبکش و سرویس‌های بهداشتی است. ساختمان آن را شاه‌نشین، محراب، ایوانچه و غرفه‌های اطراف تشکیل می‌دهند. در انتهای ایوان قبله، محرابی از کاشی هفت رنگ وجود دارد. در تمامی بخش‌های مدرسه، عناصر تزیینی مانند گچ‌بری، کشته‌بری، مقرنس‌کاری و کاربندی دیده می‌شود. ایوان شرقی و برج ساعت این مدرسه کاشی‌کاری و چشم‌اندازی زیبا دارد.
مساحت مجموعهٔ ابراهیم خان به‌طور تقریبی برابر با ۴۵۰۰ متر مربع بوده که سازندهٔ آن با الگوبرداری از بناهای دوران صفویه، مجموعه‌ای زیبا و تماشایی را برای آیندگان این سرزمین، به یادگار گذاشته‌است. از ویژگی‌های بارز و قابل توجه در مورد معماری و تزئینات انجام شده در این اثر ملی، می‌توان به کاشی خشتی هفت رنگ اشاره کرد که نسبت به دیگر عمارات و آثار تاریخی دوران صفویه و قاجاریه، بیش از دیگر تزئینات مورد استفاده قرار گرفته‌است. اما از دیگر نکات مورد توجه در مورد مجموعهٔ ابراهیم خان می‌توان به همزمانی ساخت بخش‌های مختلف آن همچون حمام، بازار و … اشاره کرد.

## سر در ورودی
سردر ورودی مدرسه که در ضلع غربی قیصریه یا همان بازار ابراهیم خان قرار دارد. که دارای طاق‌بندی، مقرنس کاری، تزئینات کاشی و نیز حجاری‌هایی زیبا بر سنگ یکپارچه است. بر بام سردر برج ساعت قرار دارد که در سال‌های بعد به مجموعه افزوده شده‌است.

## خانه مدرس
خانه مدرس، بهره‌مند از درهای ارسی با شیشه‌های رنگی است که تمام نماهای آن را با کاشی‌کاری، تزئین کرده‌اند.

## بادگیر
بلندترین بادگیر کرمان به ارتفاع ۱۶ متر در این مدرسه ساخته شده‌است.

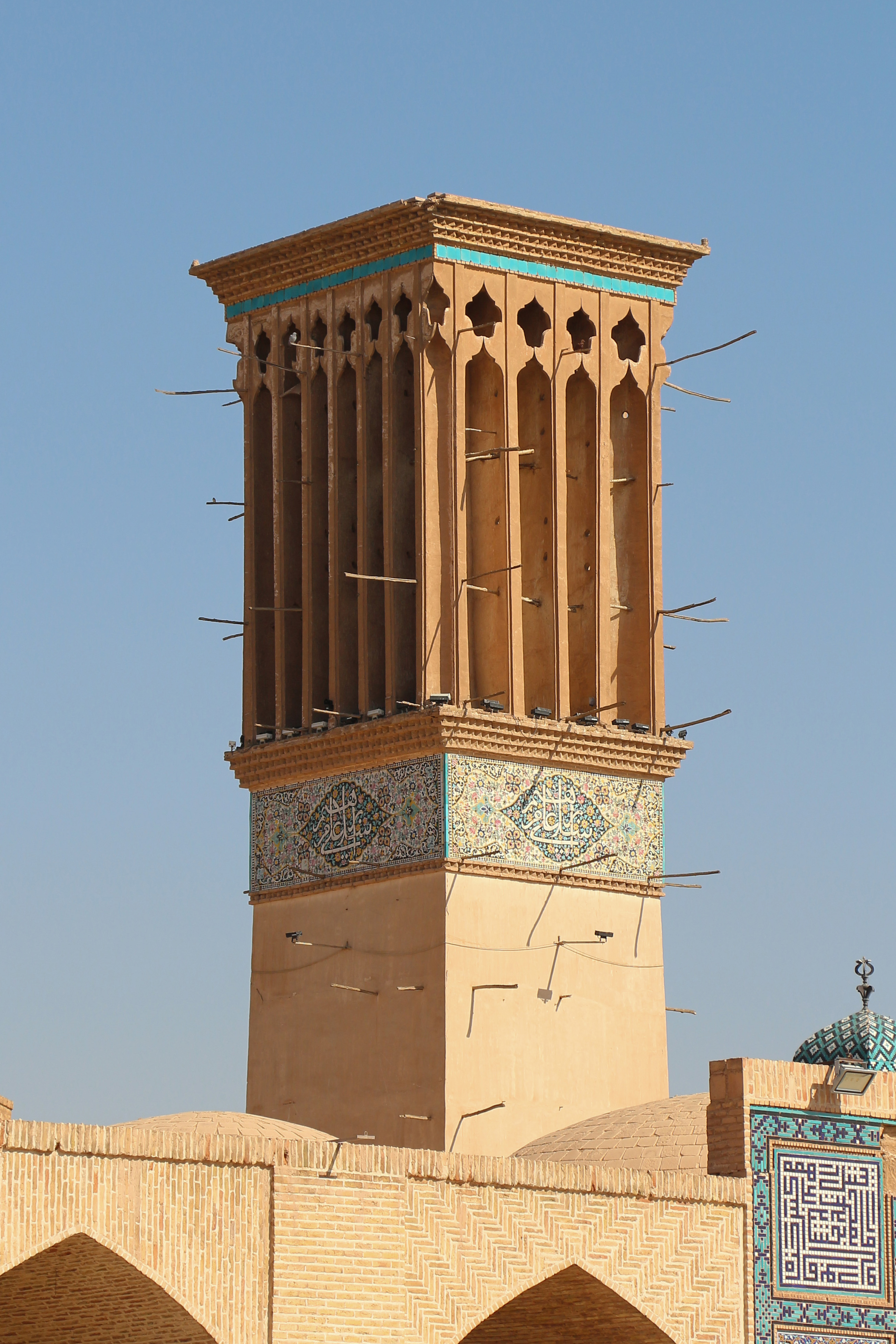
بادگیر مدرسه ابراهیم خان

## بانی و سازندگان
بانی مدرسه ابراهیم‌خان ظهیرالدوله بوده که از سال ۱۲۱۸ تا ۱۲۴۰ق حکمرانی کرمان را داشته‌است. وی داماد فتح‌علی‌شاه قاجار و پسرعمو و در عین حال پسرخوانده و پدر دو داماد فتح‌علی‌شاه بود.
با استناد به کتیبه موجود در ضلع غربی مدرسه، استاد اسماعیل قصاع سازنده آن بوده‌است. این مدرسه با الهام از معماری عصر صفویه بنا شده‌است.

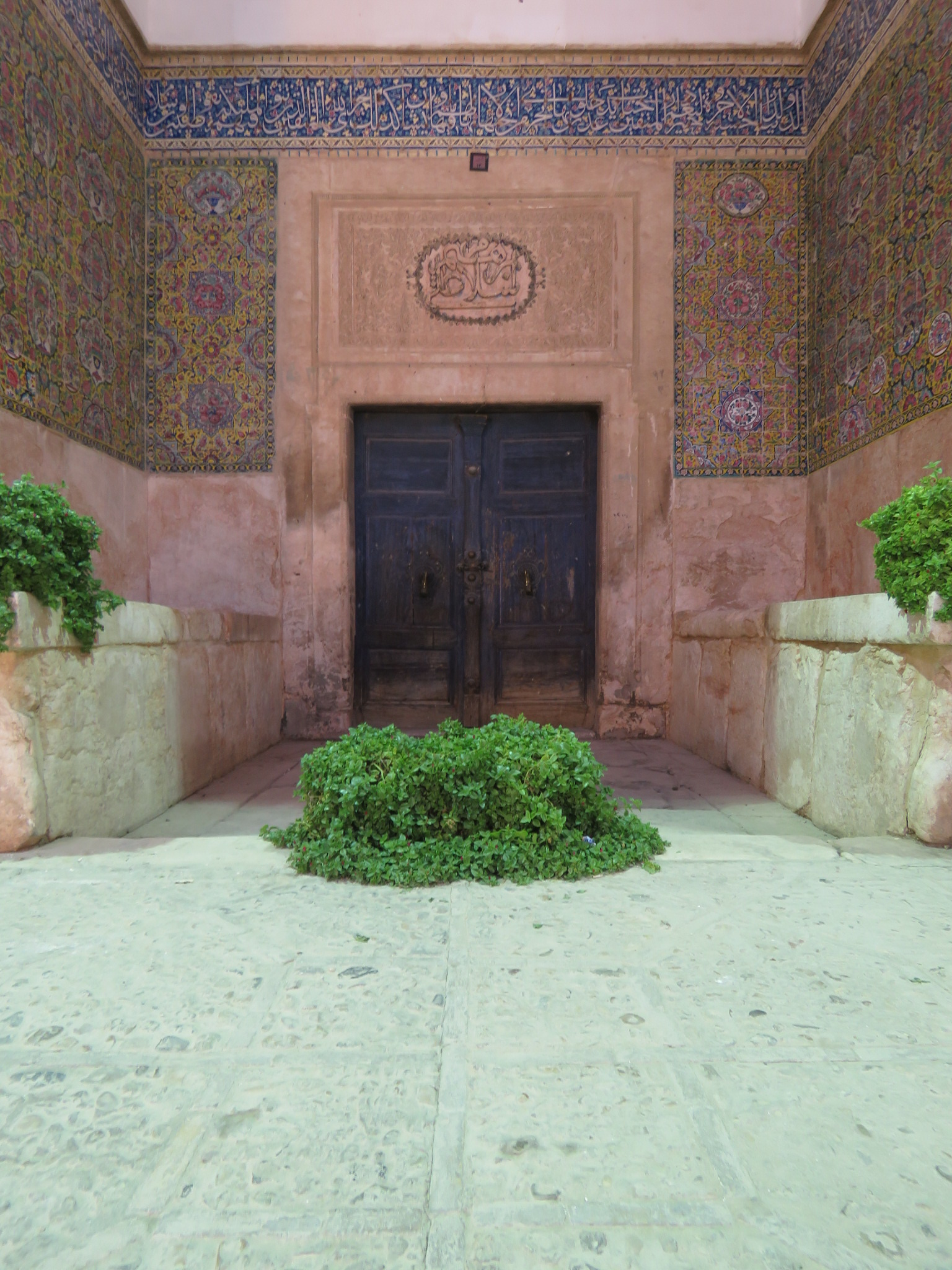
درب ورودی مدرسه ابراهیم خان کرمان

## کتیبه‌های تاریخی بنا
کتیبهٔ کاشی‌کاری پیرامون صحن مدرسه شامل قصیده‌ای از صبای کاشانی است که بیت آخر آن متضمن ماده تاریخ بنای مدرسه می‌باشد: زد صبا از پی تاریخ این و آن رقم/ «سلسبیل از جود ابراهیم در جنت سبیل» مجموع حروف این ماده تاریخ سال ۱۲۳۲ق را نشان می‌دهد.
- مؤلف کتاب گنجعلیخان سال اتمام مجموعهٔ ابراهیم‌خان را ۱۲۹۹ق ذکر کرده‌است و در کتاب جغرافیای کرمان آمده که ابراهیم‌خان مدرسه را در سال ۱۲۳۰ق به اتمام رسانیده‌است.

تاريخ اتمام بنا بر اساس نوشته موجود بر روي ضلع شمالي مدرسه سال ١٢٣١ هجري قمري مي باشد.

## سیر تحول بنا
مجموعهٔ ابراهیم‌خان شامل مدرسه، بازار، حمام، و آب‌انبار است که ظاهراً به یکباره ساخته شده‌است. خانهٔ مدرس (خلوت) بعداً توسط فرزندان ظهیرالدوله به مجموعه اضافه شده و در زمان زين العابدين خان ابراهيمي و در سال ۱۲۹۸ شمسي اتمام یافته‌است. مدرسهٔ ابراهیم‌خان امروزه نیز دایر و محل سکونت طلاب و مکان درس و بحث می‌باشد.

## نشانی
کرمان، خیابان دکتر شریعتی، خیابان تجلی

## نگارخانه

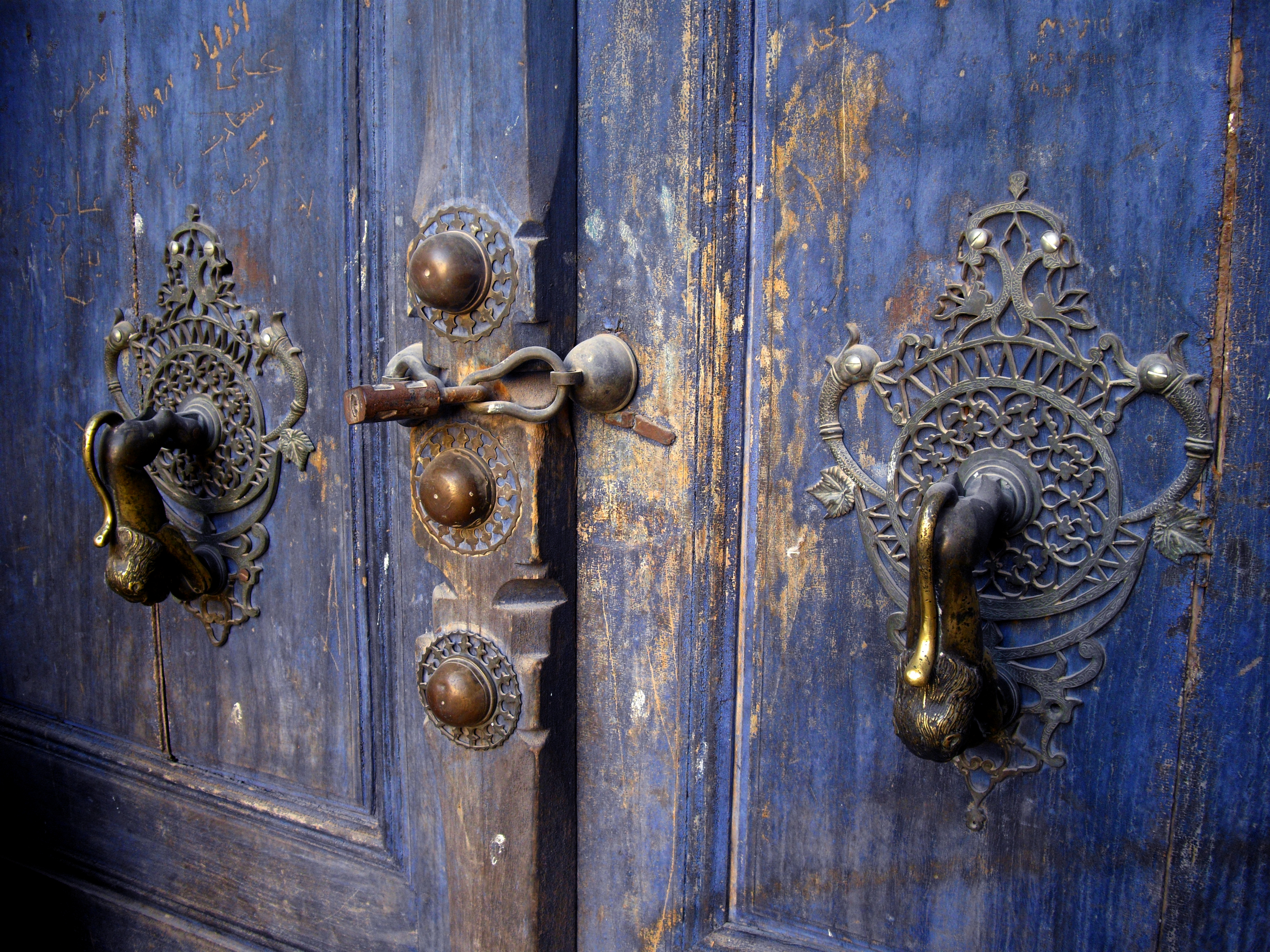
کوبه‌های درب ورودی مدرسه
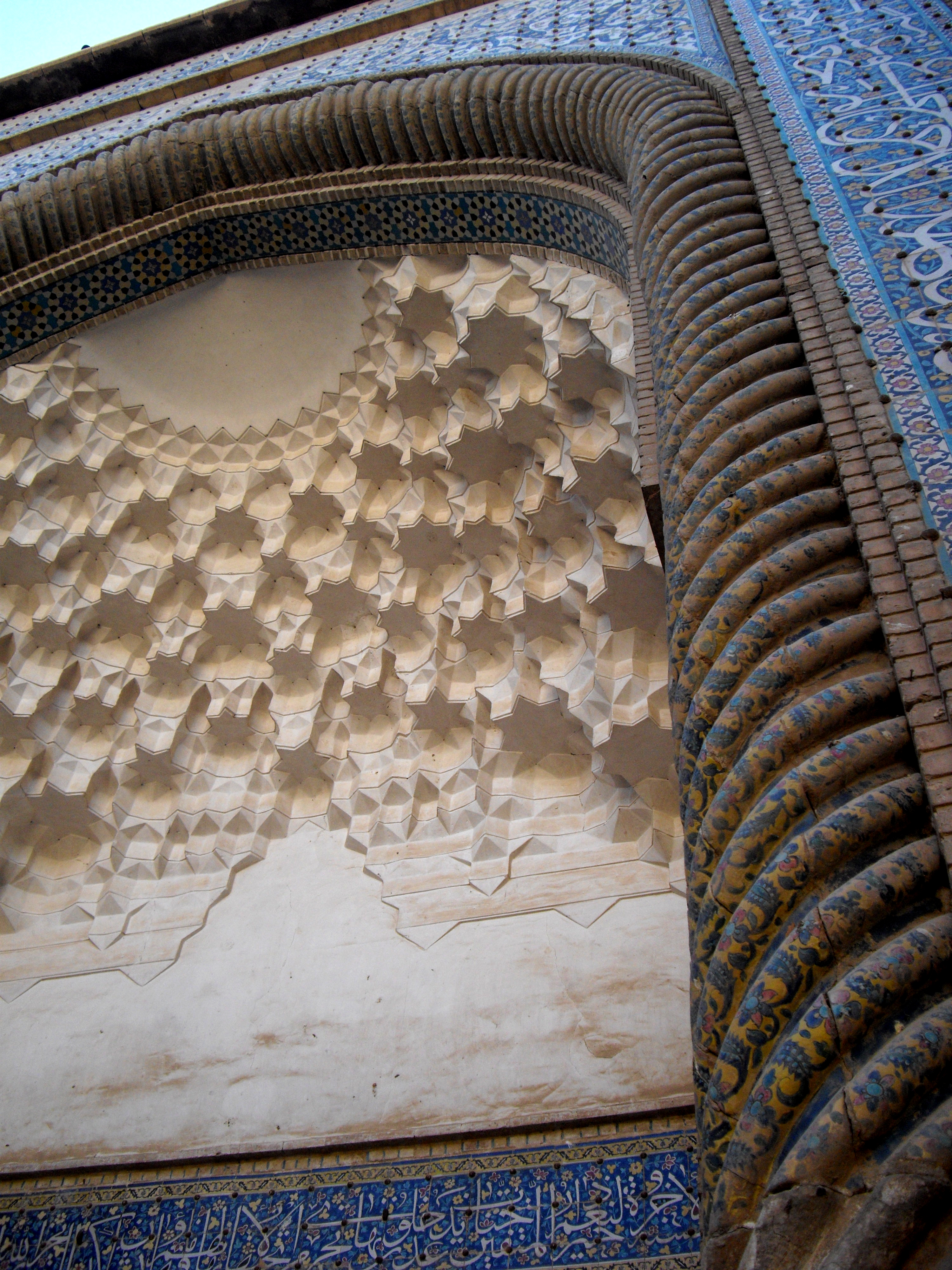
کاشی کاری مقرنس کاری ورودی مدرسه